# Bătălia de la Hannut
Bătălia de la Hannut (a nu fi confundată cu Bătălia din breșa de la Gembloux) a fost o bătălie din timpul celei de-a doua conflagrații mondiale, parte a Bătăliei Belgiei. Luptele s-au dat în perioada 12-14 mai 1940 la Hannut, Belgia. Această bătălie a fost cea mai mare luptă de tancuri de până la acea dată.
Scopul principal al germanilor era blocarea celor mai puternice elemente ale Armatei I franceze și împiedicarea acțiunii acesteia din urmă împotriva atacului Grupului de Armată A care se desfășura prin Ardeni, după cum fusese stabilit prin planul operațional Fall Gelb, de către generalul Erich von Manstein. Străpungerea germană prin Ardeni fusese programată pentru 15 mai, la cinci zile după atacul executat de Wehrmacht în Țările de Jos și Belgia. Această diferență de cinci zile între cele două lovituri militare fusese concepută pentru inducerea în eroare a aliaților, care ar fi trebuit să creadă eronat că atacul principal urma să fie dat prin Belgia și mai apoi spre sud în Franța, o reeditare conform planului „Schlieffen” din timpul Primului Război Mondial. După ce trupele aliate au înaintat în Belgia, acestea trebuiau să fie blocate de ofensiva germană în estul Belgiei în regiunea cuprinsă între Hannut și Gembloux. Amenințând flancul Armatei I franceze, germanii puteau ataca spre Canalul Mânecii și, în cele din urmă, încercui și distruge forțele aliate. Forțele terestre franceze se pregătiseră pentru o rezistență de lungă durată în Belgia, la Gembloux, la aproximativ 34 km vest de Hannut. Francezii trimiseseră două divizii blindate la Hannut, să întârzie înaintarea germanilor și să permită forțelor de la Gembloux să se pregătească pozițiile defensive. Indiferent de rezultatul luptelor de la Hannut, comandanții francezi plănuiseră replierea trupelor pe pozițiile de la Gembloux.
Germanii au ajuns în regiunea Hannut după doar două zile de la declanșarea invaziei în Belgia. Francezii au înregistrat câteva victorii în luptele tactice la Hannut și s-au retras mai apoi, conform planului, la Gembloux. În timpul acestor lupte, germanii au reușit însă să blocheze la Hannut forțe aliate importante, care altfel ar fi putut fi mutate pentru respingerea loviturii decisive din Ardeni. 
Germanii nu au reușit să neutralizeze complet Armata I franceză în luptele de la Hannut, deși i-au provocat pierderi semnificative. La Gembloux, francezii au reușit din nou să obțină victorii tactice în perioada 14-15 mai. La final, deși a suferit pierderi importante, Armata I Franceză a reușit să se retragă, reușind să întârzie la Lille înaintarea Wehrmachtului. Rezistența francezilor la Lille a asigurat răgazul necesar Corpului Expediționar Britanic pentru organizarea evacuării de la Dunkerque („Operațiunea Dybamo”).

## Contextul general

### Palnurile aliaților
Comandantul suprem aliat, generalul Maurice Gamelin, a ordonat Grupului I de armată comandat de generalul Gaston Billotte și celei mai puternice armate, Armata I franceză comandată de generalul Georges Blanchard (în rândurile căreia lupta unitatea complet mecanizată Corps de Cavalerie comandată de generalul René Prioux), să înainteze în Belgia. Aici, francezii trebuiau să sprijine trupele belgiene numeroase, dar mai slab echipate. Gamelin se aștepta ca atacul germanilor să depășească relativ ușor apărarea belgiană de pe linia canalului Albert. Oricum, planul belgienilor era ca, după o rezistență de patru zile, să își retragă toate forțele în zona centrală a țării, pe așa-numita linie defensivă Dyle, care se întindea între Antwerp și Namur. Aici, belgienii plănuiau să reziste pe o linie fortificată cu centrul la Gembloux, la nord de Namur, pentru respingerea a ceea ce Gamelin considera că va fi principalul efort de război al campaniei (Schwerpunkt), o tentativă de străpungere prin „culoarul Gembloux" dintre râurile Dyle și Meuse efectuată cu forțe blindate masive. Belgia, dar și Țările de Jos și Luxemburgul luaseră decizia respectării unei stricte neutralități, de aceea le fusese imposibil francezilor să pregătească poziții defensive corespunzătoare pe teritoriile acestor țări. De aceea, Corpurile de Cavalerie a primit misiunea executării unei acțiuni de întârziere a înaintării inamicului undeva în regiunea dintre Gembloux și Maastricht (în cel mai probabilă zonă de traversare a canalului Albert, în punctul de joncțiune a canalului cu râul Meuse). Aceste lupte de întârziere ar fi trebuit să îi împiedice pe germani să ajungă în zona orașului Gembloux până în opta zi a invaziei, ceea ce ar fi permis militarilor Armatei I să își sape tranșee puternice.
Corpurile de cavalerie fuseseră create pe 26 decembrie 1939, fiind formate atât din diviziile blindate ale cavaleriei deja existente, cât și din două divizii mecanizate ușoare 1re Division Légère Mécanique (1er DLM) și 2e DLM. Pe 26 martie 1940, 1re DLM a primit misiunea ca, în cazul unei invazii germane, să facă joncțiunea cu armata neerlandeză lângă Breda. Din acest motiv, această divizie mecanizată încadrată cu militari bine instruiți și dotată cu mașini de luptă moderne a fost scoasă din efectivele Corpurilor de Cavalerie. În locul lor a fost adus 3e DLM, formată pe 1 februarie și încadrată cu rezerviști insuficient instruiți. Cu toate acestea, Prioux considera că forțele de sub comanda sa sunt suficient de puternice ca respingă o tentativă de traversare a râului la Maastricht, să desfășoare o bătălie de manevră sau, ca o ultimă alternativă, să reziste pe o linie defensivă improvizată. El avea libertatea să aleagă oricare dintre cele trei alternative, cu condiția ca inamicul să fie ținut la distanță de Gembloux pentru o perioadă de timp suficient de lungă. Prioux a decis să lase toate opțiunile deschise și să acționeze funcție de evoluția situației de pe front.

### Planurile germanilor

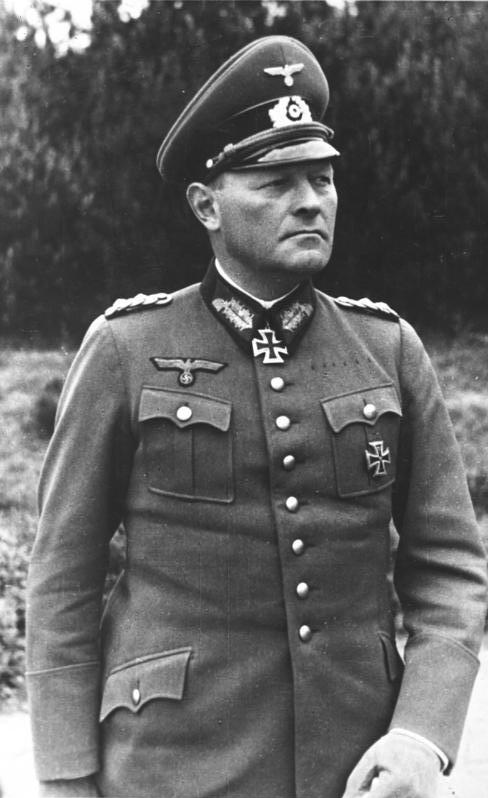
Generalul Hoepner, comandantul Corpului de Armată XVI în timpul bătăliei de la Hannut și a ofensivei de pe culoarul Gembloux

Planul german pentru acest sector de front prevedea un atac al forțelor aeropurtate și de șoc asupra  fortului Eben-Emael și podurilor de peste râul Meuse și canalul Albert, ceea ce ar fi asigurat deschiderea unui culoar prin apărarea neerlandeză și belgiană a 4. Panzerdivision și prăbușirea defensivei de pe canalul Albert. Odată ce spargerea frontului era finalizată cu succes, Corpul de armată XVI al generalului Erich Hoepner și Grupul de Armată B urmau să preia controlul asupra diviziilor de tancuri 3. Panzerdivision și 4. Panzerdivision) și a Diviziei a 20-a de infanterie. Principala misiune a lui Hoepner era să își lanseze corpul de armată într-un atac rapid de la capetele de pod pentru cucerirea zonelor din jurul orașului Gembloux mai înainte ca diviziile de infanterie franceze să aibă timpul necesar să își fortifice pozițiile. Toate aceste manevre trebuia să atragă cele mai moderne și puternice forțe aliate și rezervele acestora spre nord, departe de atacul principal german prin zona munților Ardeni. Reușita acestui plan ar fi dus la separarea Armatei I franceze, a Corpului Expediționar Britanic și a belgienilor de restul trupelor aliate printr-o înaintarea rapidă a coloanelor germane spre canalul Mânecii și încercuirea lor. Această acțiune trebuia să mascheze intențiile principale ale germanilor, să izoleze forțele aliate din nord, care să nu poată interveni împotriva atacului principal prin Ardeni.

## Forțele angajate în luptă

### Forțele aliate
Bătăia de la Hannut avea să devină cea mai mare luptă de tancuri de până atunci. Cele două diviziile ușoare mecanizate (Division Légère Mécanique, DLM) erau formate fiecare câte două brigăzi ușoare mecanizate (Brigades Légères Mécaniques, BLM).
Dintre aceste, brigada „de luptă” era formată din două regimente de tancuri, fiecare având în componență două escadroane de tancuri medii SOMUA S35 și două escadroane de tancuri ușoare Hotchkiss H35. În fiecare escadron era dotat cu câte 44 de tancuri medii S35, respectiv câte 43 de tancuri ușoare H35, plus câte opt mașini blindate de comandament. 
Cea de-a doua brigadă „de recunoaștere” era formată dintr-un regiment de recunoaștere echipat cu câte 44 de mașini blindate Panhard 178 organizate în două escadroane și un regiment de infanterie motorizată echpată cu 126 de transportoare Laffly S20TL. De asemenea, în dotarea acestei intra trei escadroane de câte 22 tancuri ușoare doate cu mitraliere (Automitrailleuse de Reconnaissance) și trei vehicule blindate pentru comandament. Dacă 2e DLM utiliza pe post de tanc ușor modelul Renault AMR 35, datorită unor probleme de producție, 3e DLM folosea în schimb tancuri H35.

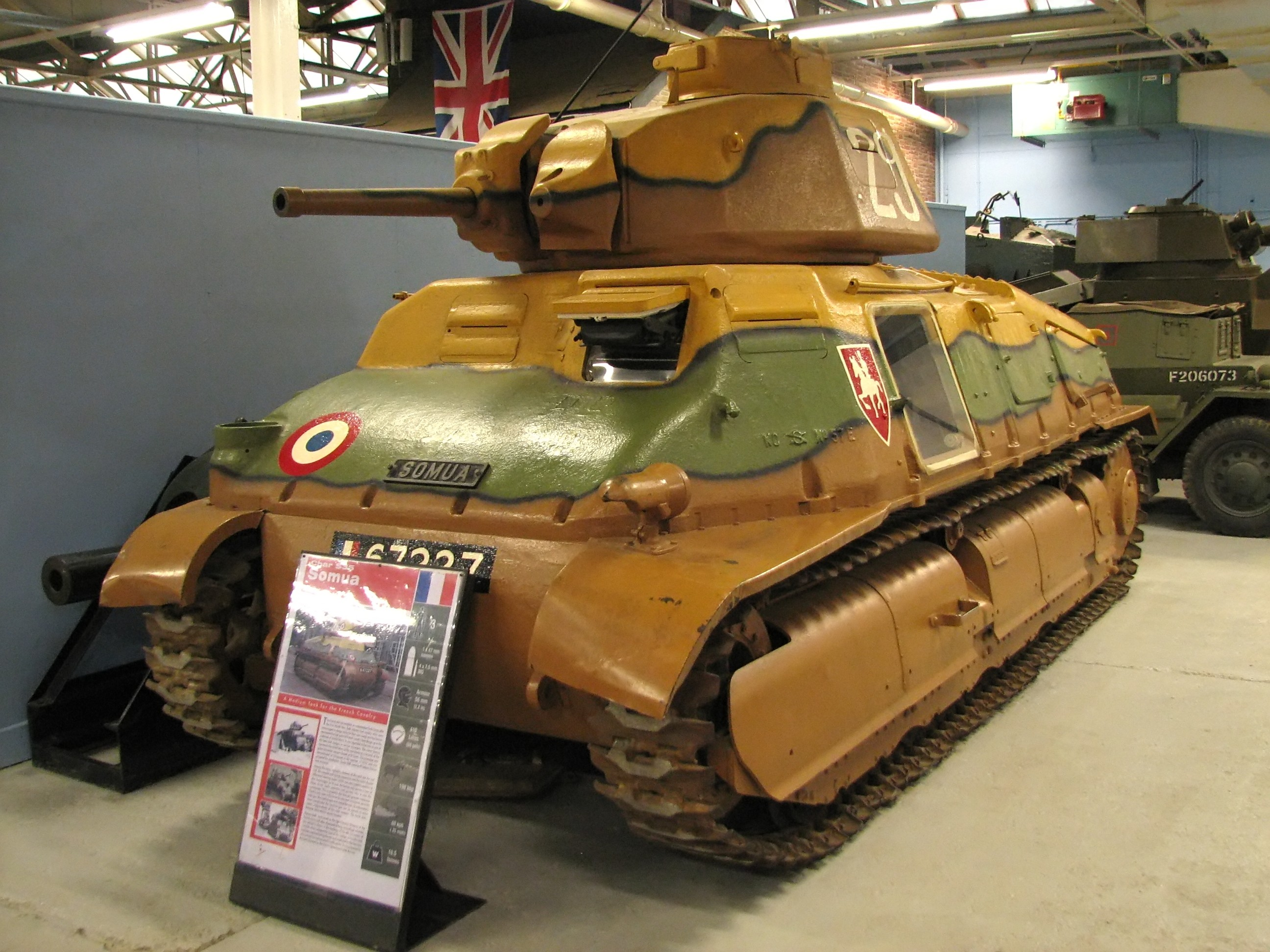
Tancul SOMUA S35 expus la Muzeul Blindatelor Bovington. Acest model a fost superior tancurilor germane Panzer I și Panzer III din punct de vedere al blindajului și al puterii de foc

Diecare divizie (DLM) avea în dotare 260 de tancuri și 44 de vehicule blindate Panhard.
Întregul Corp de cavalerie francez avea în dotare 520 de tancuri – 176 SOMUA S35, 172 Hotchkiss H35, 66 AMR 35, 66 H35 și 88 P 178, în aceste cifre fiind incluse și rezervele. 
Divizia a 3-a (3e DLM) utiliza o versiune ușor modificată a tancului H35, care este denumit uneori în literatura de specialitate „H 39”, dar avea de asemenea o singură escadron de 22 de vehicule AMR din modelul mai vechi, model care era folosit exclusiv în cadrul 2e DLM. Cele mai multe tancuri Hotchkiss de diferite versiuni erau dotate cu un tun scurt SA 18 de 37 mm calibrul 12, care avea să se dovedească o armă antitanc ineficientă. Câteva plutoane și vehiculele comandamentului (cam o cincime din total) fuseseră dotate cu tunuri mai puternice SA 38 37 mm calibrul 35.
Divizia a 2-a ( 2e DLM) avea în componență o brigadă de luptă (3e BLM) compusă din regimentele de tancuri 13e Dragons și 29e Dragons, o brigadă de recunoaștere (4e BLM) compusă din un regiment de recunoaștere (8e Cuirassiers) și un regiment de infanterie mecanizată (1er Dragons).
Divizia a 3-a (3e DLM) avea în componență două brigăzi. Prima era brigada a 5-a (5e BLM) compusă la rândul ei din regimentele de tancuri 1er Cuirassiers și 2e Cuirassiers. Cea de-a doua era brigada a 6-a (6e BLM) compusă de regimentul de recunoaștere 12e Cuirassiers și regimentul de infanterie motorizată 11e Dragons.

### Forțele germane

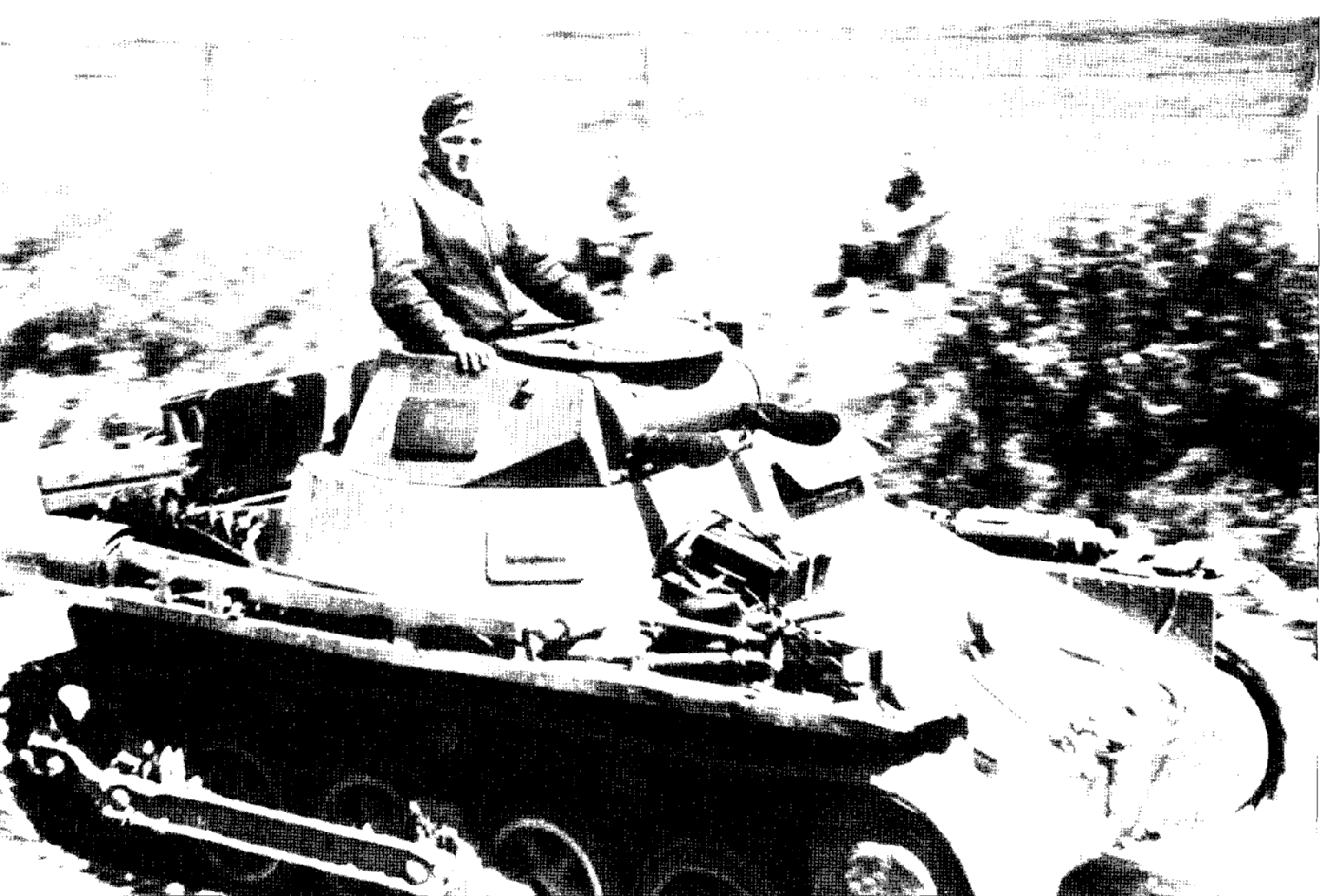
Tancul german Panzer I Ausf. A în timpul invaziei din Belgia

Diviziile germane de blindate aveau la fel precum cele franceze o brigadă blindată (Panzer-Brigade) compusă din două regimente de tancuri (Panzer-Regimenter). Regimentul de tancuri era împărțit în două batalioane blindate (Panzer-Abteilungen). Fiecare batalion de tancuri avea, în afară de o companie de stat major, două companii de manevră a câte 19 tancuri medii de luptă, echipate standard cu Panzerkampfwagen III și o companie echipată cu tancuri medii Panzerkampfwagen IV. Dar datorită problemelor industrie de război germane, efectivele mașinilor de luptă fuseseră completate cu tancuri ușoare Panzerkampfwagen II sau chiar Panzerkampfwagen I.
Este cunoscut nuărul exact și tipul tancurilor germane disponibile la data de 10 mai. XVI. Armeekorps dipsunea de 252 PzKpfw I, 234 PzKpfw II, 82 PzKpfw III și 50 PzKpfw IV. În afară de acestea, Diviziile a 3-a și a 4-a Panzer dispuneau de 27 și respectiv 10 Befehlspanzer – vehicule blindate șenilate de comandament, dotate doar cu mitraliere. Fiecare divizie avea cam 56 de mașini blindate. Cele mai multe vehicule PzKpfw II ale XVI Armeekorps nu aveau încă blindajul standard cu cel superior de 30 mm și, din acest motiv, erau vulnerabile chiar și în fața proiectilelor de 37 mm al tunurilor franceze L/21. Corps de Cavalerie (CC) franceze număra în total șase batalioane de infanterie mecanizată. Prin comparație, XVI. Armeekorps dispunea de șapte batalioane de infanterie motorizată. Unitățiel franceze erau echipate cu armament ușor antitanc – 20 de tunuri de 25 mm și 8 de 47 mm în fiecare divizie. În plus, fiecare diviziie franceză dispuneau de 6 tunuri antiaeriene de 25 mm.
Exista în acel moment o superioritate a germanilor în ceea ce privește piesele de artilerie. Fiecare DLM avea câte 36 de piese de artilerie, față de 68 ale fiecei Panzerdivision (dintre care 24 de tunuri de 7,5cm leichtes Infanteriegeschütz 18). Superioritatea Panzerdivision nu era compensată de francezi prin atașarea unor unități mari de artilerie. Diviziile blindate germane aveau atașate patru regimente de artilerie și o baterie de artilerie grea. În schimb, francezii aveau atașate diviziilor mecanizate doar două regimente de artierie de câmp doate cu tunuri de 75mm, plus un grup de 12 tunuri antitanc Hotchkiss de 25mm.
Sprijinul aerian al trupelor terestre germane era asigurat de VIII. Fliegerkorps (Corpul aerian VIII) al Luftwaffe, care dispunea de aproximativ 300 de bombardiere în picaj Junkers 87, 42 bombardiere biplan Henschel Hs 123 și aproximativ 130 de avioane de vânătoare Messerschmitt 109. 
În plus, Hoepner putea apela și la efectivele corpurilor aeriene IV. Fliegerkorps și IX. Fliegerkorps – cam 280 bombardiere medii și a cam 500 de avioane de vânătoare Messerschmitt (unele fiind avioane grele de vânătoare Messerschmitt Bf 110).

## Începutul luptelor

### Greșeala lui Prioux
Billotte i-a sugerat lui Prioux să își mute blindatele mai spre răsărit în sprijinul armatei belgiene. Prioux nu avea încredere în capacitatea de luptă a belgienilor și în plus nu dorea să își concentreze unitățile în câmp deschis, sub amenințarea avioanelor Luftwaffe. Din aceste motive, el și-a concentrat dragonii și unitățile lor de sprijin pe o linie fortificată, cu tancurile plasate în spatele liniilor de infanterie, pregătite să contraatace în zonele în care germanii ar fi străpuns defensiva. Billotte a fost de acord cu această decizie și, în plus, a hotărât ca Grupul de armată I să înainteze fără încetare zi și noapte, în ciuda amenințării atacurilor Luftwaffe, pentru ca să se replieze la. Acest aranjament ar fi trebuit să îl oblige pe Prioux să reziste atacurilor blindatelor germane doar până în zorii zilei de 14 mai.
Billotte a decis pe 11 mai la ora 11:00 să aloce cea mai mare parte a Grupului de vânătoare al 23-lea (Fighter Groupement 23) acoperirii înaintării Armatei I și a unităților asociate ei. După ce noi escadrile de vânătoare au fost alocate escortării bombardierelor, rămăsese doar un număr redus de aparate care să asigure acoperirea aeriană a cavaleriei. Bombardierele aliate s-au concentrat raiduri de încetinire a înaintării a tancurilor lui Hoepner. Unitățile de recunoaștere ale lui Prioux s-au retras din fața coloanelor de blindate germane spre pozițiile grosului trupelor franceze de cavalerie, care crease împreună cu Divizia a 2-a mecanizată puncte de sprijin de-a lungul a 40 km de front de la orașul Huy pe malul râului Meuse spre nord și vest de-a lungul pârâului Mehaigne. Divizia a 3-a mecanizată se plasase pe un aliniament care se întindea între localitățile Crehen și Orp și mai apoi se îndrepta spre nord de-a lungul râului Petite Gette până în zona orașului Tirlemont. Prioux alesese să lupte într-o zonă de câmpie, cu pâlcuri răzlețe de pădure, cu numeroase drumuri, localități dens populate și cu câteva ferme izolate. Râurile Mehaigne și Petite Gette erau cursuri de apă puțin adânci, cu numeroase puncte de traversare, cele mai multe suficient de solide ca să suporte trecerea blindatelor. Caracteristica principală a terenului pe care miza defensiva era șirul de înălțimi care se întindeau de la Hannut spre Crehen și Merdorp. La nord de aceste dealuri, Petite Gette curgea spre nord până la confluența cu Escaut. La sud, Mehaigne curgea spre sud, până la vărsarea în Meuse. Exista astfel un coridor natural favorabil acțiunii forțelor blindate.
3e DLM fusese desemnată să apere un front de 17 km, dintre care doar 11 erau parțial acoperiți cu obstacole antitanc. Prioux a interpretat greșit prevederile regulamentelor militare franceze. Manualul cavaleriei franceze din 1939 (unul dintre autorii acestuia, generalul Langlois, era comandantul Diviziei a 3-a de infanterie mecanizată) avea reguli clare pentru cazul în care o divizie mecanizată trebuia să apere o breșă în front până la venirea întăririlor. Într-o asemenea situație, manualul stabilea că trebuie să se descentralizeze comanda trupelor. Divizia trebuia să plaseze o forță interarme pe fiecare flanc al zonei posibile de străpungere. După aceea, comandantul trebuia să mute artileria și rezervele pentru asigurarea unei linii continui de foc. În cazul în care inamicul ataca puternic de-a lungul întregului front, divizia trebuia să execute o manevră de retragere. Manualul adăuga că Divizia mecanizată putea să se retragă pe un front de maxim 10-15 km în teren obișnuit. În cazul în care frontul care trebuia acoperit depășea această limită, sau dacă obstacolele antitanc lipseau, sau inamicul avea o superioritate numerică și tehinică zdrobitoare, era autorizată efectuarea unei retrageri mai ample. Doctrina militară franceză sublinia că în cazul unui front foarte larg în câmp deschis împotriva unor forțe blindate inamice concentrate, DLM trebuia să renunțe la defensiva descentralizată și să își concentreze forțele pentru acțiune. Prioux nu a urmat aceste instrucțiuni.

### Amplasarea forțelor franceze
Comandamentul francez a finalizat amplasarea forțelor de cavalerie pe 11 mai. Pe flancul stâng a fost plasată 3e DLM sub comanda generalului Langlois. Divizia sa era împărțită din punct de vedere organizatoric în sectoarele de nord și de sud. Sectorul nordic, comandat de colonelul Dodart des Loges, era format (de la nord la sud) din Regimentul al 12-lea cuirasieri, (regimentul de recunoaștere al diviziei), care făceau legătura cu blindatele britanice și belgiene din zona Tirlemont, apoi două batalioane ale Regimentului al 11-lea dragoni. În continuare era amplasat Batalionul al 3-lea, care apăra șase kilometri de-a lungul Petite Gette în jurul localității Opheylissem din cadrul comunei Hélécine, dotat cu 21 de tancuri Hotchkiss, la care se adăugau un escadron de tancuri din Batalionul I cuirasieri și 21 de tunuri de 75 mm din rezerva Corpului de cavalerie. Urma în ordine Batalionul al 2-lea, care apăra 5 km de-a lungul Petite Gette până la Orp. Acest batalion era dotat cu 21 de tancuri Hotchkiss, sprijinite de un alt escadron din cadrul Batalionului I cuirasieri și 12 tunuri de 75 mm din cadrul aceluiași Regiment al 76-lea de artilerie. În spatele acestui sector la Marilles fusese plasat un escadron de tancuri SOMUA din cadrul Batalionului I cuirasieri. Generalul de Lafont comanda cei cinci kilometri ai sectorului sudic al diviziei, care se întindea în zona cel mai greu de apărat din fața orașului Hannut. Lafont avea la dispoziție Batalionul al 11-lea dragoni plasat în punctele de rezistență de la Thisnes, Wansin și Crehen, care avea în componență escadroanele de tancuri din prima linie, plus escadroane de tancuri Hotchkiss de rezervă (din cadrul Batalionului al 2-lea cuirasieri), plasate la Crehen și Thisnes, toate beneficiind de sprijinul a 21 de tunuri de 75 mm și 12 de 105 mm. Rezerva sectorului era formată dintr-un escadron de tancuri SOMUA din cadrul Batalionlui I cuirasieri staționat la Jauche și două escadroane de tancuri SOMUA din cadrul Batalionului al 2-lea cuirasieri staționate la Jandrenouille, respectiv Merdorp. La sud de Crehen era plasată 2e Division Légère Mécanique, care avea un front de-a lungul pârâului Mehaigne, până la orașul Huy pe râul Meuse.

## Luptele de pe 12 mai

### Acțiunile din timpul dimineții
Pe 12 mai, 4. Panzerdivision a pornit acțiunea pentru atingerea primului obiectiv, cucerirea orașului Hannut, ajungând în zonă în dimineața zilei. Generalul Hoepner ordonase 4. Panzerdivision și 3. Panzerdivision să își concentreze eforturile pentru cucerirea controlului asupra Hannutului asigurarea siguranței flancului Armatei a 6-a. Generalul-maior Stever, comandantul Diviziei a 4-a blindate, a cerut să i se asigure pe calea aerului stocuri de combustibil, date fiind pe de-o parte lipsa combustibilului, iar pe de altă rămânerea în urmă a unităților de artilerie și infanterie de sprijin. Până la urmă, generalul german a considerat că, atâta vreme cât francezii mobilizaseră în zonă doar un batalion, poate să declanșeze atacul. Divizia a 4-a Panzer a început luptele în acea dimineață cu cele 25 de tancuri franceze. După prima încleștare, germanii au reușit să distrugă șapte tancuri franceze, fără să sufere la rândul lor nicio pierdere.
Atacurile aviației aliate s-au concentrat asupra diviziei germane, în încercarea de zădărnicire a atacurilor inamice. În timpul raidurilor, din cele 38 de bombardiere trimise în misiune, RAF a pierdut 22. Aviația franceză de bombardament din cadrul „Arme de l'air” a executat două raiduri masive. În primul dintre acestea, din cele 18 bombardiere Breguet 693, 8 au fost doborâte. La rândul lor, aviația de vânătoare germană s-a străduit să asigure acoperirea aeriană a acțiunilor terestre. Cele 85 de aparate de tip Messerschmitt 109 din cadrul Jagdgeschwader 27 au efectuat aproximativ 340 de misiuni în acea zi, revendicând doborârea a 26 de avioane aliate cu prețul pierderii a doar două avioane proprii. Artileria antiaeriană germană a revendicat la rândul ei doborârea a încă 25 de aparate inamice. În după-amiaza aceleiași zile însă, generalul Georges a hotărât că aviația aliată trebuie să își schimbe prioritățile de la sprijinirea forțelor terestre din Belgia în favoarea asigurării acoperirii aeriene a regiunii Sedan. Acoperirea aeriană a blindatelor lui Prioux a fost astfel puternic redusă.
În condițiile în care a cedat inițiativa strategică și dispunând de recunoaștere aeriană limitată, Prioux s-a putut limita doar la observarea zonelor de concentrare ale blindatelor inamice. Flancul drept al francezilor se baza pe linia de apărare formată de cursul râului Meuse. Orașul Huy era apărat cu două batalioane de infanterie grea motorizată, sprijinită de un număr mic de tancuri și piese de artilerie. Flancul stâng al francezilor făcea joncțiunea cu unitățile de tancuri ușoare ale britanicilor și cu unele dintre unitățile de tancuri ușoare ale belgienilor, care luptau pentru încetinirea înaintării inamicului pe direcția Sint-Truiden-Tienen. Carele blindate germane, sprijinite de infiltrările de infanteriei, au tatonat în după amiaza acestei zile frontul france în zona Tirlemont. Ca răspuns, Corpul francez de cavalerie a hotărât ca un escadron de tancuri și un grup divizionar de recunoaștere să se deplaseze în zonă. Din partea britanicilor au fost de asemenea trimise unități de sprijin. Atacul germanilor a fost în principal unul de recunoaștere și diversiune. Principalul obiectiv al germanilor rămânea zona de câmpie din jurul localității Hannut.
Regiemntul al 35-lea Panzer comandat de Stever a întâlnit o defensivă foarte puternică în timpul înaintării spre Hannut. Tancurile franceze erau dispuse în poziții îngropate, iar în timpul bătăliei au contraatacat în mai multe rânduri. Forțele franceze au părăsit Hannutul fără luptă. Germanii, în acest timp, au încercat să ocolească orașul, nefiind la curent cu retragerea francezilor. În jur de 50 de blindate germane au ajuns în zona puternic fortificată de la Crehen. Francezii, care erau echipați cu 21 de tancuri 21 Hotchkiss, sprijinite de baterii de artilerie ale Regimentului al 76-lea. De asemenea, aceste formații puteau conta pe sprijinul artileriei Diviziei a 2-a mecanizate. În timpul confruntării cu blindatele germane, tancurile Hotchkiss au dus greul luptelor. În timpul acestora, francezii au suferit pierderi importante, printre cei căzuți la datorie fiind și comandantul blindatelor. Planul germanilor era să blocheze mișcările francezilor prin focul tancurilor medii aflate în poziții pregătite din timp în vreme ce tancurile ușoare trebuiau să execute o manevră de învăluire a inamicului. Principalele forțe franceze s-au retras spre Medorp. Încercuirea Batalionului al 2-lea cuirasieri a fost spartă de un contraatac al 2DLM. Tancurile SOMUA S35 au străpuns liniile germane, iar unitățile franceze au ieșit din încercuire, suferind pierderi grele în timpul acțiunii. În acel moment, flancul drept al Diviziei a 4-a Panzer era slăbit și amenințat de atacurile franceze.

### Luptele din timpul serii
Divizia a 3-a Panzer a început înaintarea din zona de concentrare de la Oreye aflată la 11 km nord este de Hannut pentru contracararea amenințării asupra flancului Diviziei a 4-a. La 16:30, comandantul Armatei a 6-a germane, Reichenau, a cerut sprijinul aviației de recunoaștere. Piloții Luftwaffe au descoperit concentrările de blindate franceze de la Orp și unitățile motorizate de la Gembloux. Reichenau i-a ordonat lui Hoepner să înainteze cu Corpul XVI spre Gembloux, mișcare care trebuia să împiedice organizarea defensivei franceze. Hoepner se temea însă de problemele care le întâmpina datorită liniilor de aprovizionare tot mai întinse și era îngrijorat în special de flancurile foarte expuse ale forțelor sale. Corpul IV, cu care se se învecinau forțele lui Hoepner, avea subunități la Sint-Truiden, de unde tatonau apărarea franceză spre Tirlemont. Aceste atacuri îl îngrijorau pe Prioux, dar situația încă nu era gravă pentru apărarea franceză, Corpul de armată XXVII era încă reținut la nord de Liege, la cam 38 km est de Hannut, lăsând flancul sudic al forțelor Hoepner expus contraatacurilor franceze. 
Pentru contracararea oricăror amenințări francez, comandamentul german au hotărât să încerce să înainteze spre Perwez, 18 km sud-vest de Hannut, cu un batalion de tancuri și unul de infanterie, sprijinită artilerie. Pe de altă parte, Stever a ordonat batalionului de tancuri să oprească înaintarea, în cazul în care întâmpina o rezistență serioasă. Tancurile germane au înaintat, acoperite de focul puternic al artileriei și aviației, spre punctul fortificat al francezilor de la Thisnes fără să țină seama de contraatacul inamic de la Crehen din spatele frontului propriu. Străzile din Thisnes fuserseră baricadate. Atacul german a fost întâmpinat de focul artileriei grele, reușindu-se la un moment dat oprirea înaintării companiei de tancuri. Restul forțelor germane a reușit să ocolească pozițiile franceze prin flancul drept în ciuda proastei vizibilități, care a îngreunat mult operațiune. Unitățile germane au reușit în cele din urmă să atingă marginea vestică a orașului, unde au fost oprite din înaintare de focul puternic de artilerie din punctul întărit din vecinătate, de la Wansin. 
Germanii au primit ordinul să își regrupeze tancurile și infanterie și să asigure securitatea zonei ocupate. Mai înainte ca să poată îndeplini ordinul, germanii au fost atacați de unități franceze de blindate SOMUA. În timpul luptelor, tancul comandantului german al regimentului Panzer a fost distrus. După o luptă sângeroasă, cele două tabere și-au retras în dezordine blindatele. Francezii s-au retras la Merdorp iar germanii în zona orașului Hannut.
La ora 20:00, Stever a luat legătura cu Hoepner și i-a transmis că are informații că două divizii mecanizate sunt gata să îl atace, una din fața frontului său și a doua de peste cursul râului Mehaigne. Cei doi comandanți au hotărât să organizeze o ofensivă amplă a doua zi. Planul prevedea ca Divizia a 4-a Panzer să îșî concentreze atacul pe partea dreaptă a orașului Gembloux și să acționeze în colaborare cu Divizia a 3-a Panzer, care urma să primească sprijin aerian din partea Fliegerkorps VIII.
Germanii au atacat în timpul nopții, pentru testarea defensivei franceze. Apărătorii punctelor întărite franceze au luptat până dimineața împotriva atacurilor infanteriștilor germani, care au încetat doar în primele ore ale zilei de 13 mai. În dimineața zilei de 13 mai, linia defensivă a localităților Tienen, Jandrenouille și Merdorp era asigurată de Divizia a 3-a mecanizată. Divizia a 2-a mecanizată își păstrase pozițiile inițiale. În punctul de joncțiune a celor două divizii de la Winson exista o breșă în defensiva franceză, iar Hoepner nu a reușit să se folosească de aceasta pentru îndeplinirea obiectivelor ordonate. „Chiar în prima zi, blindatele franceză – contrar rapoartelor germane – au ieșit cu siguranță victorioase”.

## Luptele de pe 13 mai

### Acțiunile din timpul dimineții
Infanteria germană a declanșat atacul principal în partea de sud-est, traversând râul Meuse. Pentru blocarea intervenției Armatei I franceze, Hoepner a lansat atacuri de diversiune în zona de nord. 
Hoepner considera că Divizia a 3-a Panzer, proaspăt sosită pe front, are de înfruntat o forță inamică inferioară. Pe de altă parte, el considera ca Divizia a 4-a Panzer trebuia să lupte în mod sigur cu forțe mecanizate franceze puternice la Hannut și Thisnes – poziții pe care francezii le abandonaseră de fapt – și foarte probabil cu o a doua divizie mecanizată franceză la sud Mehaigne.
Luftwaffe a executat în acea dimineață atacuri în sprijinul ofensivei terestre, acoperind înaintarea Diviziei a 3-a Panzer spre Thorembais. Divizia a 4-a Panzer trebuia în acest timp să se deplaseze spre Perwez, împotriva a ceea ce germanii considerau că trebuia să fie o linie antitanc belgiană puternică. Prin aceste acțiuni, Corpul de Armată VI s-a încadrat în acțiunile generale ale Armatei a 6-a, care avea ordin să înainteze neîntârziat spre Gembloux.
Regimentul al 12-lea cuirasieri și Batalionul al 3-lea al din cadrul Regimentului al 11-lea Dragoni au reușit să respingă mai multe asalturi ale infanteriei germane sprijinite de blindate și, în cele din urmă, Divizia 18-a de infanterie germană a reușit să străpungă liniile franceze. Planurile pe contraatac făcute de comandamentul francez pentru restabilirea situației au fost abandonate dată fiind rapida schimbare a situației pe frontul Diviziei a 3-a mecanizate. În cele din urmă, comandamentul francez a ordonat retragerea. Francezii au reușit să se desprindă ușor din luptele cu germanii și s-au regrupat cu succes, în condițiile în care infanteria germană nu s-a deplasat suficient de rapid pentru ca să-și exploateze succesul inițial. Divizia a 2-a mecanizată a fost plasată la sud de direcția atacului planificat de Hoepner. 
În primele ore ale dimineții, 2e Division Légère Mécanique a trimis 30 de tancuri SOMUA S-35 de la Mehaigne pe aliniamentul Merdorp-Crehen ca să ușureze presiunea exercitată de inamic asupra 3e Division Légère Mécanique. Înaintarea tancurilor franceze a fost respinsă de germani cu focul combinat al blindatelor și artileriei antitanc. Pierderile franceze au fost foarte mari. Generalul Bougrain, comandantul Diviziei a 2-a mecanizată, a descoperit că inamicul a reușit să se infiltreze peste râul Moha și Wanze, la nord de Huy. Aceste atacuri amenințau să izoleze de restul trupelor aliate marea garnizoană belgiană de la Huy. Bougrain a folosit blindatele din rezervă într-o încercare de remediere a acestei situații. La ora 15:00, avioanele de recunoaștere franceze au raportat existența unei importante concentrări de blindate germane la sud-est de Crehen. În aceste momente, Divizia a 2-a mecanizată nu mai dispunea de rezerve pe care să le folosească pentru respingerea noii amenințării.
Dragonii lui Bougrain și infanteria motorizată erau plasați într-o serie de puncte întărite izolate și erau datorită acestui fapt vulnerabil la acțiunile de infiltrare ale inamicului. Bougraini- a refuzat pe belgienii din Corpul III, care se retrăgeau prin zonă dinspre Liege, și care s-au oferit să umple breșele din frontul francez de pe râul Mehaigne. Neglijarea doctrinei militare franceze în cazul organizării defensive și tolerarea de către Prioux a orgoliilor comandanților locali a produs o decentralizare a comenzii care a avut influențe grave asupra eficienței apărării.
Pe de altă parte, comandamentul german, care se temea de mobilitatea și capacitatea de luptă a 2e DLM, a mutat unități de infanterie din Corpurile XVI, care înainta prin Liege, în Corpul XXVII, plus cu escadrilele de sprijin aerian și un număr de mașini blindate. Aceste forțe s-au infiltrat între punctele întărite franceze și angajat în luptă blindatele lui Bougrain. Această acțiune a germanilor, care a blocat blindatele franceze în apărarea propriei infanterii, i-a permis lui Hoepner să își concentreze atacul împotriva unităților comandate Prioux la vest de Hannut. Dacă Bougrain ar fi organizat un atac al blindatelor spre nord sau nord-est, ar fi putut să pună în pericol planul german. Doar că Prioux nu a dat ordinul pentru organizarea unei asemenea acțiuni.
Punctul principal al atacului german de pe 13 mai era la vest de Hannut. Ordinul venit la cartierul general al Armatei a 6-a comandate de Hoepner nu prevedea doar străpungerea frontului francez pe direcția Gembloux, dar și împingerea inamicului spre vest de această localitate. Hoepner și-a concentrat cele 500 de tancuri și infanteria de sub comanda sa pe un front de aproximativ 12 km, de la Marilles și Orp până la Thisnes și Merdorp. Brigada a 3-a Panzer din cadrul Diviziei a 3-a a început înaintarea în jurul orei 11:30, cu Regimentul al 5-lea pe flancul drept, respectiv Regimentul al 6-lea pe cel stâng. Tancul comandantului de brigadă înainta în rândurile Regimentului al 5-lea. În jurul prânzului, blindatele luptau în orășelele puternic baricadate și minate aflate de-a lungul râului Petite Gette. 
După 90 de minute de lupte grele, ambele regimente germane de tancuri au reușit să respingă elementele apărării franceze peste râu, spre Marilles și Orp. În continuare, comandamentul german a ordonat Regimentului al 6-lea să schimbe direcția de atac spre Jandrain și Jandrenouille, într-o zonă în care terenul era mai favorabil blindatelor și de unde putea fi sprijinită mai eficient acțiunea Diviziei a 4-a Panzer. În timpul înaintării de pe cele două maluri ale râului Petite Gette, Regimentul al 6-lea german a intrat în regiunea apărată de tancurile franceze la Orp, unde a trebuit să combine luptele de apărare cu cele de atac.

### Lupta de tancuri de la Orp
Forțele germane au atacat după-amiaza. Diviziile germane erau amplasate aflată în fața localităților Marilles și Orp (Divizia a 3-a Panzer), respectiv în fața Thisnes și Merdorp (Divizia a 4-a Panzer). Brigăzile a 5-a și a 6-a a Diviziei a 3-a Panzer deschis lupta cu blindatele franceze. Tancurile germane dețineau superioritatea numerică și manevrau în formații mai numeroase, în vreme ce tancurile franceze acționau în grupuri mici, care executau foc cu o cadență inferioară germanilor. Între 15:00 și 15:48, comandantul Brigăzii a 3-a Panzer a cerut în mai multe rânduri sprijinul avioanelor Luftwaffe. Batalionul al 2-lea al Regimentului al 5-lea Panzer, care se afla încă la Marilles, a fost atacat prin surprindere de forțe blindate franceze superioare. Jurnalul de campanie al Brigăzii a 3-a Panzer a menționat mai apoi că timp de 15 minute, Batalionul al 2-lea a rezistat atacului francezilor fără să primească sprijin din partea forțelor proprii terestre sau aeriene. În acest timp, Batalionul I al Regimentului al 5-lea Panzer, după ce și-a înfrânt oponenții, a trimis în sprijinul camarazilor din fața localității Marilles un batalion de tancuri. În jurul orei 16:00, germanii au obținut victoria și la Marilles. În timp ce ce infanteriștii reușeau să cucerească localitatea Orp, tanchiștii germanii cereau urgentarea aprovizionării cu proiectile de 37 și 75 mm a.
În acea dimineață, Batalionul al 2-lea al Regimentului al 11-lea dragoni a suferit pierderi grele din cauza tirurilor de artilerie și a raidurilor aeriene. În acest timp, unități de motocicliști germani și mașini blindate au executat misiuni de recunoaștere pentru identificarea punctelor de infiltrare și traversare. Începând cu ora 11:30, Divizia a 3-a de infanterie franceză a identificat prezența a cam 80 de tancuri inamice la Marilles și aproximativ 100 la Orp. Unitatea de dragoni a luptat pentru apărarea punctelor întărite sprijinită de escadronul de tancuri Hotchkiss, dar rezistența lor a început să se prăbușească în jurul orei 13:30.
Colonelul Dodart des Loges, comandantul sectorului nordic al Diviziei a 3-a de infanterie mecanizată, a ordonat retragerea. În timp ce dragonii se retrăgeau, tancurile lor Hotchkiss H35 și alte două escadroane de Hotchkiss din cadrul unității de cuirasieri au contraatacat. Tancurile franceze au respins blindatele germane până pe malul râului. Cele două tabere au suferit pierderi comparabile – șase tancuri germane și patru franceze. Colonelul de Vernejoul, comandantul Regimentul I cuirasieri, a dat ordin celor 36 de tancuri 36 SOMUA S-35 din subordinea sa să oprească înaintarea blindatelor germane care atacau dinspre Orp spre Jandrain. Panzerele germane au reușit însă să ia prin surprindere tancurile franceze, iar atacul acestora din urmă a fost un eșec.
Această ofensivă eșuată a fost principalul efort depus de Divizia a 3-a de infanterie motorizată pentru oprirea înaintării Diviziei a 3-a Panzer. Divizia a 2-a de infanterie motorizată a lansat la rândul ei raiduri împotriva flancurilor încă vulnerabile ale Diviziei a 4-a Panzer, iar câteva grupuri mici de tancuri franceze au reușit să străpungă liniile germane. În cele din urmă însă, acțiunea acestor blindate a fost respinsă de bateriile antitanc al Batalionului al 64-lea, din cadrul Diviziei a 4-a Panzer. În afară de aceste raiduri de mică amploare, Divizia a 2-a de infanterie motorizată nu a mai făcut nici o în cercare de atac împotriva Diviziei a 4-a Panzer.

### Luptele după-amiază
După prânz, Divizia a 4-a Panzer a declanșat atacul la Medorp. Sub focul încrucișat al bateriilor de atilerie franceze și germen, tancurile franceze au ocupat poziții în orașul abandonat și, manevrând în mod inspirat, au zădărnicit atacul germanilor. În aceste condiții, tanchiștii germanii au decis să ocolească orașul prin flancul stâng, dar această manevra a lăsat fără sprijin infanteria germană, care a fost nevoită să cedeze teren în fața blindatelor franceze. După depășirea orașului, blindatele germane au atacat pozițiile franceze din spate. La început, tancurile franceze au rezistat date fiind puterea de foc și blindajul superioare, dar tactica germană schwerpunkt („centrul de greutate”) de concentrare a atacului în punctele vitale a dat rezultate în cele din urmă. Mici grupuri de infanterie franceză s-au infiltrat în spatele tancurilor germane, dar acțiunea lor a fost zdrobită de atacurile infanteriei germane.
În acest moment, cele două divizii Panzer (3 și 4) înaintau spre Jandrain. În fața orașului a avut loc o luptă de tancuri violentă. Germanii, care se bucurau de superioritate numerică, au raportat distrugerea a 22 de tancuri franceze SOMUA S-35. În urma acestui succes, germanii au cucerit orașul, au capturat cel puțin patru tancuri și au luat aproximativ 400 de prizonieri. Diviziile mecanizate franceze (2 și 3) au început în aceste condiții retragerea generală spre vest. Tancurile germane, care nu aveau motive să se teamă de contraatacurile inamicului pe flancuri, au început o înaintare rapidă, distrugând până seara toate grupările inamice rămase în urmă. Brigada a 3-a Panzer a raportat la sfârșitul zilei distrugerea a 54 de tancuri inamice, 36 de către Regimentul al 5-lea și restul de Regimentul al 3-lea. Pierderile proprii au fost catalogate ca „ușoare”. Conform unei evaluări provizorii, Regimentul al 6-lea Panzer pierduse doar două tancuri. E adevărat că francezii scoseseră din luptă mai multe tancuri germane avariate în diferite grade dar, după asigurarea siguranței pe câmpul de luptă, echipele de întreținere au început munca de repunere în funcțiune. Restul Diviziei a 3-a mecanizate franceze s-a retras în spatele obstacolelor antitanc construite de belgieni pe linia Beauvechain-La Bruyere-Pietrebais-Incourt-Perwez. Divizia a 2-a mecanizată s-a retras la rândul ei la sud de Perwez a doua zi dimineață.

## Luptele de pe 14 mai

### Atacul de la Perwez
În dimineața zilei de 14 mai, germanii au atacat în zona localității Perwez. Divizia a 3-a Panzer comandată de generalul Stumpff avea sarcina să atace noua linie defensivă aliată de lângă Gembloux, în vreme ce Divizia a 4-a Panzer a generalului Stever trebuia să străpungă centrul frontului aliat la Perwez. Hoepner a declanșat atacul fără sprijinul infanteriei, dar nu a reușit să înfrângă rezistența francezilor.
Tancurile Diviziei a 4-a Panzer a intrat în luptă cu blindatele franceze care, bine poziționate în regiunea împădurită din jurul comunei Perwez, au rezistat inițial atacului. După o serie de lupte grele ale tancurilor sprijinite de această dată de infanterie, linia defensivă franceză a fost distrusă. Armata I franceză își redistribuise batalioanele de tancuri în spatele formațiunilor de infanterie. Subunitățile de tancuri franceze, desfășurate pe teren pe distanțe mari, fără sprijin corespunzător de al infanteriei și artileriei, au fost înfrânte în luptă de blindatele germane, care acționau concentrat, asigurând-și superioritatea numerică și tehnică.
Înaintarea Diviziei a 3-a Panzer a fost oprită la un moment dat pe linia defensivă a Diviziei a 2-a mecanizată franceză. Îndârjirea cu care francezii și-au apărat pozițiile i-au făcut pe comandanții germani să creadă că inamicii dispuneau de mai multe tancuri decât se estimase și că aceștia se pregăteau să declanșeze un contraatac masiv. De fapt, francezii răspundeau atacurile doar cu unitățile din ariergardă. După ce în timpul zilei amble tabere au suferit pierderi materiale însemnante, odată cu venirea nopții Divizia a 2-a mecanizată franceză a încetat acțiunile, iar comandanții germani și-au recâștigat liniștea și încrederea. Forțele aliate au câștigat timp pentru reorganizarea forțelor în vederea respingerii următorului asalt al germanilor de pe 15 mai.

## Urmări
Tancurile Panzer III și Panzer IV erau singurele blindate germane care egalau sau erau superioare în luptă tancurilor franceze SOMUA S35. SOMUA S35 a fost considerat în timpul campaniei din vest cel mai performant tanc. Deși aliații se bucurau atât de superioritatea tehnică cât și de cea numerică de până la 2:1, forțele germane au reușit să iasă învingătoare în toate luptele. Succesele germane s-au datorat abordării tactice inovatoare. Folosirea comunicațiilor radio și exploatarea la maxim a mobilității unităților de blindate au dus la zădărnicirea planurilor defensive ale francezilor, care foloseau tactici de apărare statice, moștenite din timpul  primei conflagrații mondiale. Tancurile franceze nu puteau comunica cu aceeași rapiditate și în condiții tehnice la fel de bune cu cele germane. Toate aceste motive au dus la pierdere eficacității operaționale și de coordonare a acțiunilor. Pe de altă parte, tancurile germane erau deservite de un echipaj mai numeros, în acest fel comandantul de tanc putându-se concentra asupra manevrelor din câmpul tactic. Prin comparație, comandanții francezi de tanc îndeplineau și funcția de tunar și trebuia să ajute servantul la încărcarea tunului.
Germanii nu au reușit însă să distrugă Armata I franceză în ciuda victoriei lor împotriva Diviziei a 3-a mecanizate. Totuși, înaintarea reușită de Hoepner în Belgia a izolat Corpul de cavalerie și o parte a Armatei I, în vreme ce grosul forțelor terestre germane dădeau atacul principal peste Meuse la Sedan, în zona de sud-est a frontului. Germanii speraseră ca tancurile lui Hoepner și a unităților de sprijin să poată izola și neutraliza Armata I franceză, dar aliații au reuși pe 15 mai să se repoziționeze pe o nouă linie defensivă, câștigând timp și spațiu de manevră. O parte importantă a Armatei I franceze a participat la apărarea orașului Lille, unde marile unități de tancuri germane au fost reținute suficient de mult ca să permită Corpului expediționar britanic și altor forte aliate să se evacueze prin portul Dunkerque.

## Vedeți și:
- Bătălia de la Gembloux (1940)
- Bătălia de la Fortul Eben-Emael
- Bătălia Franței
- Bătălia Țărilor de Jos
- Frontul de vest (al Doilea Război Mondial)